# Списак тренера ФК Борац Бања Лука
ФК Борац је фудбалски клуб из Бање Луке, у Републици Српској. Основан је 1926. године. Овај чланак представља списак тренера Борца.

## Тренери ФК Борац у време СФРЈ и касније
Следећи тренери су у том периоду водили Борац:
- Мирко Кокотовић
- Фрањо Глазер
- Мирослав Брозовић (1963)
- Илија Миљуш
- Гојко Зец (1972)
- Миљенко Михић (1975)
- Мирко Базић
- Зоран Смилески (1984–85), (1987–88)
- Хуснија Фазлић (1988)
- Јосип Куже (1988)
- Владица Поповић
- Марко Валок
- Ђорђе Герум
- Иван Чабриновић
- Станко Поклеповић (1989–90)
- Борис Маровић
- Крешимир Араповић
- Ђорђе Детлингер
- Момчило Спасојевић
- Зоран Смилески (1990–92)
- Владимир Петровић
- Ненад Гавриловић (већином радио као пом. тренер)

## Тренери ФК Борац од укључивања клубова из Републике Српске у Премијер Лигу БиХ
Откако су клубови из Републике Српске 2002. године почели играти у Премијер Лиги БиХ у фудбалу, укупно је на клупу Борца именовано 45 тренера:
- 27 тренера са једним мандатом (од тога један као в.д.),
- 5 тренера са два мандата, а то су Велимир Стојнић, Борче Средојевић, Жељко Врањеш, Зоран Милинковић и Бранислав Крунић (једном као в.д.),
- 1 тренер са три мандата, то је Винко Мариновић,
- 1 тренер са пет мандата на клупи, а то је Владо Јагодић.

Списак тренера по сезонама:
| Сезона   | тренер              | период                                     |
| -------- | ------------------- | ------------------------------------------ |
| 2002/03. | Слободан Каралић    |                                            |
| 2002/03. | Стојан Малбашић     |                                            |
| 2002/03. | Борче Средојевић    |                                            |
| 2003/04. | Никола Ракојевић    | цијела сезона                              |
| 2004/05. | Драган Вукша        |                                            |
| 2004/05. | Славољуб Стојановић |                                            |
| 2005/06. | Зоран Смилески      | цијела сезона                              |
| 2006/07. | Михајло Бошњак      | јун 2006. — 19. март 2007.                 |
| 2006/07. | Станислав Караси    | од 19. марта 2007. →                       |
| 2007/08. | Станислав Караси    | ← до септембра 2007.                       |
| 2007/08. | Јосип Пелц          | септембар 2007.                            |
| 2007/08. | Миломир Одовић      | од септембра 2007. →                       |
| 2008/09. | Миломир Одовић      | ← до 15. септембра 2008.                   |
| 2008/09. | Владо Јагодић       | 15. септембар 2008. — 10. јун 2009.        |
| 2009/10. | Велимир Стојнић     | 11. јун 2009. — 11. јануар 2010.           |
| 2009/10. | Зоран Марић         | од 12. јануар 2010. →                      |
| 2010/11. | Зоран Марић         | ← до 2. августа 2010.                      |
| 2010/11. | Владо Јагодић2      | 02. август 2010. — 28. мај 2011.           |
| 2011/12. | Звјездан Цветковић  | 04. јун 2011. — 3. октобар 2011.           |
| 2011/12. | Велимир Стојнић2    | 03. октобар 2011. — 17. март 2012.         |
| 2011/12. | Славиша Божичић     | од 19. марта 2012. →                       |
| 2012/13. | Славиша Божичић     | ← до 13. јула 2012.                        |
| 2012/13. | Слободан Старчевић  | 13. јул 2012. — 20. мај 2013.              |
| 2012/13. | Бранислав Крунић    | в.д. 20. мај 2013. — 2. јун 2013.          |
| 2013/14. | Драган Јовић        | 19. јун 2013. — 18. март 2014.             |
| 2013/14. | Винко Мариновић     | од 18. марта 2014. →                       |
| 2014/15. | Винко Мариновић     | ← до 25 марта 2015.                        |
| 2014/15. | Владо Јагодић3      | од 27. марта 2015. →                       |
| 2015/16. | Владо Јагодић3      | ← до 31. августа 2015.                     |
| 2015/16. | Петар Курћубић      | 02. септембар 2015. — 27. октобар 2015.    |
| 2015/16. | Жељко Врањеш        | 29. октобар 2015. — 31. децембар 2015.     |
| 2015/16. | Александар Јањић    | 20. јануар 2016. — 6. март 2016.           |
| 2015/16. | Борче Средојевић2   | 06. март 2016. — 20. мај 2016.             |
| 2016/17. | Зоран Драгишић      | 20. мај 2016. — 23. август 2016.           |
| 2016/17. | Владо Јагодић4      | 23. август 2016. — 10. октобар 2016.       |
| 2016/17. | Вуле Тривуновић     | 11. октобар 2016. — 25. мај 2017.          |
| 2016/17. | Марко Тешић         | в.д. мај—јун 2017. (задња 3 кола у сезони) |
| 2017/18. | Жељко Врањеш2       | јун 2017. — 30. август 2017.               |
| 2017/18. | Зоран Милинковић    | 30. август 2017. — 22. октобар 2017.       |
| 2017/18. | Игор Јанковић       | 22. октобар 2017. → 12. март 2018.         |
| 2017/18. | Дарко Војводић      | од 22. март 2018. →                        |
| 2018/19. | Дарко Војводић      | ← до 5. јуна 2019. — цијела сезона         |
| 2019/20. | Бранислав Крунић2   | 9. јун 2019. — 5. март 2020.               |
| 2019/20. | Владо Јагодић5      | од 5. март 2020. →                         |
| 2020/21. | Владо Јагодић5      | ← до 21. децембра 2020.                    |
| 2020/21. | Марко Максимовић    | од 26. децембра 2020. →                    |
| 2021/22. | Марко Максимовић    | ← до 28. јула 2021.                        |
| 2021/22. | Зоран Милинковић2   | 30. јул 2021. — 18. август 2021.           |
| 2021/22. | Немања Миљановић    | 18. август 2021. — 3. април 2022.          |
| 2021/22. | Томислав Ивковић    | 4. април 2022. — 3. јун 2022.              |
| 2022/23. | Ненад Лалатовић     | 10. јун 2022. — 26. август 2022.           |
| 2022/23. | Винко Мариновић2    | од 28. августа 2022. →                     |
| 2023/24. | Винко Мариновић2    | ← до 11. јуна 2024. — цијела сезона        |
| 2024/25. | Младен Жижовић      | од 11. јуна 2024. → — цијела сезона        |
| 2025/26. | Младен Жижовић      | ← до 18. јула 2025.                        |
| 2025/26. | Винко Мариновић3    | од 21. јула 2025. →                        |

|  | У сезонама 2005/06, 2007/08, 2016/17. и 2018/2019. ФК Борац се такмичио у Првој лиги РС |

- Подебљаним словима су означени тренери који нису напустили тренерску позицију након краја једне и почетка следеће сезоне.